# Mesorregión del Sudeste Rio-Grandense
La mesorregión del Sudeste Rio-Grandense es una de las siete mesorregiones del estado brasileño del Rio Grande do Sul. Es formada por la unión de 25 municipios agrupados en cuatro microrregiones.

## Microrregiones
- Jaguarão
- Litoral Lagunar
- Pelotas
- Sierras de Sudeste

- Datos: Q2597313